# ایلیا ساتسکیور
ایلیا ساتسکیور (به انگلیسی: Ilya Sutskever) (عبری: איליה סוצקבר‎; روسی: Илья Суцкевер) یک دانشمند رایانه اسرائیلی-کانادایی متولد روسیه است که در زمینه یادگیری ماشینی کار می‌کند. او دانشمند ارشد و یکی از بنیانگذاران شرکت اوپن‌ای‌آی است. او چندین دستاورد عمده در زمینه یادگیری عمیق داشته‌است. او به همراه الکس کریژفسکی و جفری هینتون مخترع الکس نت، یک شبکه عصبی پیچشی است. همچنین ساتسکیور یکی نویسندگان مشترک مقاله آلفاگو است.

## حرفه و پژوهش‌ها

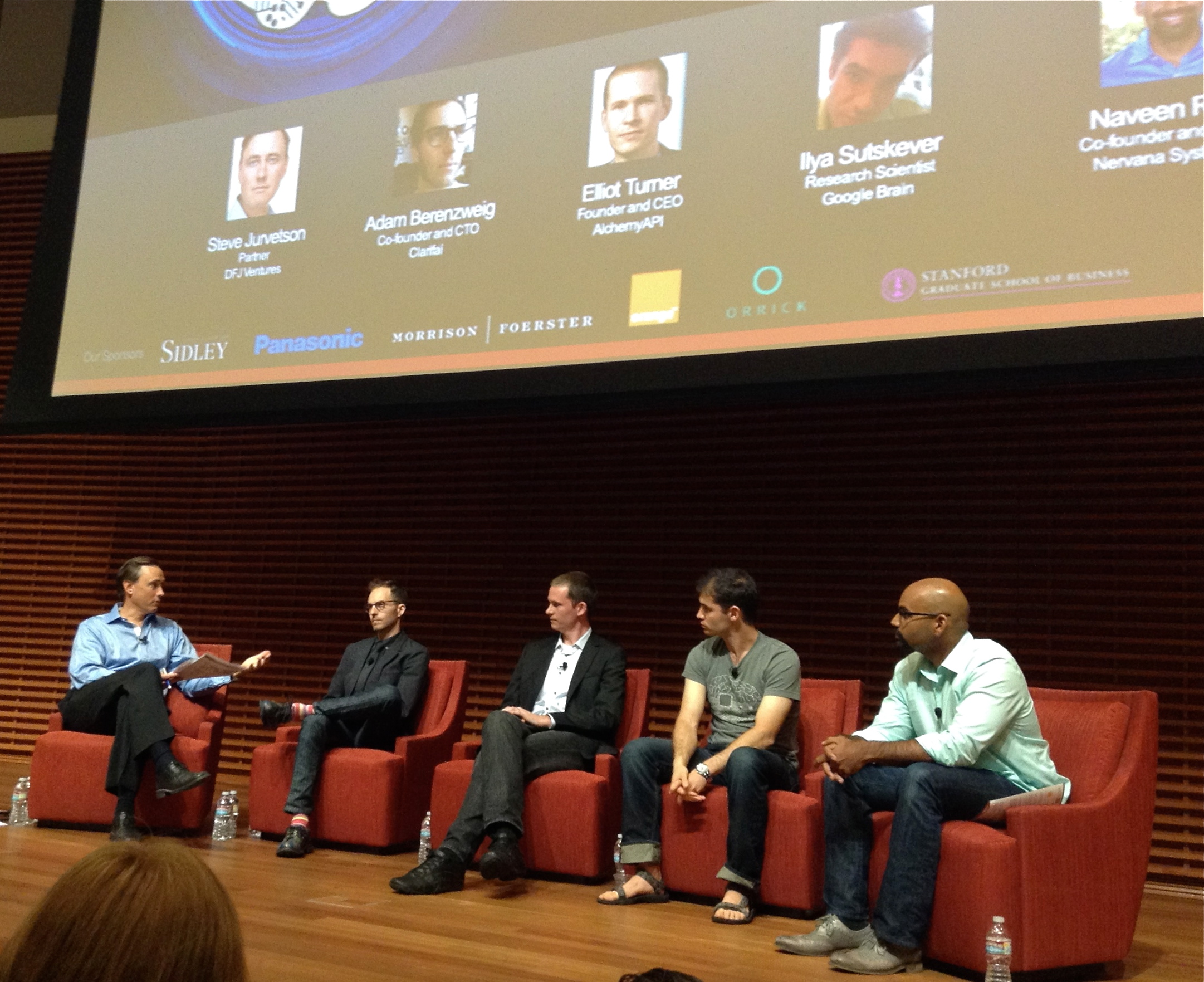
ساتسکیور (نفر دوم از راست) در دانشکده تحصیلات تکمیلی بازرگانی استنفورد در سال ۲۰۱۴

پس از فارغ‌التحصیلی در سال ۲۰۱۲، ساتسکیور دو ماه را به عنوان پسادکتری با اندرو ان‌جی در دانشگاه استنفورد گذراند. سپس به دانشگاه تورنتو بازگشت و به شرکت تحقیقاتی DNNResearch پیوست. چهار ماه بعد، در مارس ۲۰۱۳، گوگل DNNResearch را تصاحب کرد و ساتسکیور به عنوان یک دانشمند پژوهشی در گوگل برین استخدام شد. در گوگل برین، ساتسکیور بر روی ساخت «الگوریتم یادگیری ترتیب به دنباله» کار کرد. همچنین بر روی تنسورفلو نیز کار کرد. در پایان سال ۲۰۱۵، او گوگل را ترک کرد و هم‌بنیان‌گذار و مدیر ارشد علوم اوپن‌ای‌آی شد.